# Holbæk Bold- og Idrætsforening
Holbæk Bold- og Idrætsforening (HB&I, Holbæk B&I) er en dansk sportsforening med fokus på fodbold. Klubben har i alt 800 medlemmer. Fodboldsafdelingens førstehold spiller i Danmarksserien for herrer. Klubbens spillere spiller i blå trøjer, hvide shorts og sokker.

## Historie
I 1900 begyndte medlemmerne af Holbæk Roklub at dyrke fodbold som vintertræning uden for ro-sæsonen, hvilket førte til skabelsen af Holbæk Idrætsforening 23. maj samme år. Skabelsen af klubben kom baggrund af, at flere i lokalsamfundet fik interesse for fodbold, og samtidig kunne man skabe en klub hvori cricket også kunne spilles. Efter intern uro i forbindelse med at have vundet det sjællandske mesterskab i 1924, startede en gruppe af spillerne en ny klub, Holbæk Boldklub den 12. maj 1925.

### Holbæk B&I
Klubben blev stiftet i den 4. august 1931 ved en sammenlægning af Holbæk Idrætsforening og Holbæk Boldklub.
Holbæk B&I spillede i den bedste række i fire sæsoner fra 1974 til 1977 under den succesfulde træner Bosse Håkansson I 1975 nåede klubben sin første pokalfinale, men tabte 0-1 til Vejle. Samme år var klubben meget tæt på at blive dansk mester, da Holbæk B&I lå på førstepladsen med to runder igen. Køge BK tog dog guldet på sidste spilledag takket være en bedre målscore.

I 1976 nåede Holbæk B&I atter pokalfinalen, men tabte igen. Denne gang til Esbjerg fB.
Den 1. juli 2008, lavede Holbæk B&I et overbygningshold ved navn Nordvest FC, hvor 1.+2. holdet samt U-21, U-19, U-17 spiller i lilla trøjer m hvide ærmer og hvide shorts samt hvide strømper hjemme, og sorte trøjer, sorte shorts og strømper ude. Overbygningen blev nedlagt i 2014, hvorefter førsteholdet igen vendte tilbage til Holbæk B&I-navnet.

## Kendte spillere
- Susanne Augustesen
- Christian Poulsen
- Nicolai Stokholm
- Gilberto Macena
- Clement Kafwafwa
- Jørgen Jørgensen
- Niels Tune
- Benno Larsen
- Søren Lindsted
- Johannes Edvaldsson

## Europæisk deltagelse

### UEFA Europa League / UEFA Cup
| Sæson   | Runde    | Modstander             | Hjemme | Ude | Samlet |
| ------- | -------- | ---------------------- | ------ | --- | ------ |
| 1976-77 | 1. runde | Eintracht Braunschweig | 1-0    | 0-7 | 1-7    |
| 1975-76 | 1. runde | Stal Mielec            | 0-1    | 1-2 | 1-3    |